# Simeon Pironkow
Simeon Angelow Pironkow (bulgarisch Симеон Ангелов Пиронков; * 18. Juni 1927 in Lom, Bulgarien; † 25. Januar 2000 in Sofia) war ein bulgarischer Komponist.

## Leben
Simeon Angelow Pironkow schloss 1952 sein Musikstudium der Komposition bei Paraschkew Chadschiew und des Dirigierens bei Dimotrow an der Nationalen Musikakademie ab. Während seiner Studienzeit arbeitete er als musikalischer Leiter des Orchesters des Nationalen Jugendtheaters. Als Musikredakteur arbeitete er von 1964 bis 1968 beim Filmstudio „Boyana“. Von 1968 bis 1980 arbeitete er als freiberuflicher Komponist und Musiker. Ab 1982 unterrichtete Pironkow wieder an seiner alten Musikakademie und war vereinzelt auch als Gastdozent in Paris und Los Angeles tätig. Neben mehreren Mitgliedschaften in Musikgesellschaften und Stiftungen war er von 1994 bis zu seinem Tod Vorsitzender und Leiter des jährlich stattfindenden Internationalen Musikfestivals Musica Nova  Sofia. 1990 nahm er an der Gründung der Gesellschaft für Neue Musik Bulgariens teil und war 1994 bis 2000 Vorsitzender der Gesellschaft und Direktor des Festivals Muzika Nova in Sofia.
Pironkow zählt zu den bedeutendsten bulgarischen Musiker seiner Zeit. Er schrieb unterschiedliche musikalische Werke und war sowohl beim Theater, beim Film und in der Klassik beschäftigt. So schrieb er neben 43 Filmmusiken auch Oratorien, Sinfonien, drei Opern und 51 Theatermusiken. Seine Neigung zum dramatischen Theater, Film und zum poetischen Ausdruck äußere sich in Lakonismus und der Feinheit der Ausdrucksmittel, verbunden mit einer strukturellen Klarheit der Form. Als charakteristisch gilt auch sein Klangfarbenprofil, das sich sowohl in seiner Vokal- als auch in seiner Instrumentalmusik zeige. Seine Kompositionen wurden in den USA, Russland, Japan und auch fast überall in Europa, darunter auch Deutschland, aufgeführt. Im Jahr 1985 wurde er mit dem Herder-Preis für sein Lebenswerk ausgezeichnet.

## Filmografie (Auswahl)
- 1958: Auf der kleinen Insel (На малкия остров)[3]
- 1959: Sterne (Звезди)[3]
- 1961: ...und sie waren jung (А бяхме млади)[3]
- 1962: Sonne und Nacht (Слънцето и сянката)[3]
- 1963: Fahndung bei Nacht (Инспекторът и нощта)[3]
- 1964: Der Pfirsichdieb (Крадецът на праскови)[3]
- 1965: Ein Ferienende (Краят на една ваканция)[3]
- 1966: Der Zar und der General (Цар и генерал)[3]
- 1966: Zwischen beiden (Между двамата)[3]
- 1967: Die längste Nacht (Най-дългата нощ)[3]
- 1970: Der Fürst (Князът)[3]
- 1970: Die schwarzen Engel (Черните ангели)[3]
- 1971: Das Examen (Изпит)[3]
- 1972: Amboß oder Hammer sein (Наковалня или чук)[3]
- 1972: Liebe (Обич)[3]
- 1972: Das Ziegenhorn (Козият рог)[3]
- 1973: Das letzte Wort (Последната дума)[3]
- 1974: Feuerschein über der Drawa (Зарево над Драва)[3]
- 1975: Abschied von Zuhause (При никого)[3]
- 1976: Attentat in der Kathedrale (Допълнение към закона за защита на държавата)[3]
- 1976: Elfenreigen (Самодивско хоро)[3]
- 1977: Das Schwimmbassin (Басейнът)[3]
- 1977: Ein Jahr aus Wochentagen (Година от понеделници)[3]
- 1979: Kirschgarten (Черешова градина)[3]
- 1979: Träume aus der Streichholzschachtel (Мигове в кибритена кутийка)[3]
- 1981: Khan Asparuch, 1. Teil: Die byzantinische Geisel (Хан Аспарух)[3]
- 1981: Khan Asparuch, 2. Teil: Spur des Todes (Хан Аспарух)[3]
- 1981: Khan Asparuch, 3. Teil: Die Chronik des großen Krieges (Хан Аспарух)[3]
- 1982: Des Teufels Waffe (Dyavolskoto orazhie)[3]
- 1983: Ein Zwischenspiel (Завръщане)[3]